# Jean Querbes
Jean Querbes (ur. 8 października 1947 w Arcachon) – francuski polityk, agronom i samorządowiec, eurodeputowany III i IV kadencji (1994, 1997–1999).

## Życiorys
Z zawodu inżynier agronom. Zaangażował się w działalność Francuskiej Partii Komunistycznej (PCF). W 1986 uzyskał mandat radnego rady regionalnej Akwitanii. W 1992 został radnym Akwitanii z departamentu Lot i Garonna na kolejną kadencję. Pełnił również funkcję zastępcy mera miejscowości Tonneins.
W 1989 bezskutecznie kandydował do Parlamentu Europejskiego. 12 lutego 1994 objął jednak mandat eurodeputowanego III kadencji w miejsce Maxime'a Gremetza. Przystąpił do frakcji Unia Lewicowa, zasiadł w Delegacji ds. stosunków z Chińską Republiką Ludową oraz w Komisji ds. Kwestii Prawnych i Praw Obywatelskich. Pozostał w Europarlamencie do końca kadencji w lipcu 1994. Nie uzyskał reelekcji, jednak po raz kolejny objął mandat 1 maja 1997 w trakcie IV kadencji w miejsce René Piqueta. Należał do frakcji Zjednoczona Lewica Europejska – Nordycka Zielona Lewica. Znalazł się także w Komisji ds. Rolnictwa i Rozwoju Wsi, pozostał członkiem PE do końca kadencji w lipcu 1999.
Został później przewodniczącym rady naukowej instytucji szkoleniowej Cidefe.